# Калу Рінпоче
Калу Рінпоче — (1905 — 10 травня 1989) був буддійським ламою, майстром медитації, вченим і вчителем. Він був одним з перших тибетських майстрів, які навчали на Заході.

## В еміграції
Калу Рінпоче виїхав з Тибету до Бутану в 1955 році, перш ніж створити монастир у Сонаді, Дарджилінг у 1965 році. Монастир знаходився поблизу Румтека, штаб-квартири Рангджунга Рігпе Дордже, 16-го Кармапи.
Наприкінці 1960-х Калу Рінпоче почав залучати західних учнів до Індії. До 1970-х років він багато викладав у Америці та Європі, і під час трьох приїздів на Захід він заснував навчальні центри у понад десятку країн. У Франції він створив перший реколекційний центр, щоб навчати традиційних трирічних реколекцій ліній Шанпа та Карма Каг'ю західних студентів.

## Наступники
О 15:00, в середу, 10 травня 1989 р., Калу Рінпоче помер у своєму монастирі в Сонаді. 17 вересня 1990 р. Тулку Рінпоче народився в Дарджилінгу, Індія, в сім'ї Лами Гіалцена та його дружини Дролкар. Лама Гіальцен служив секретарем з юності.
Колишній Калу Рінпоче, сам вибирав, через кого прийти в цей світ. Тай Сітупа (Tai Situpa Pema Tönyö Nyinje) офіційно визнав янсі (молоде перевтілення) Калу Рінпоче 25 березня 1992 року, пояснивши, що він отримав певні знаки від самого Калу Рінпоче. Сіту Рінпоче направив лист про визнання з Ламою Гіальценом 14-му Далай-ламі, який негайно підтвердив визнання.
28 лютого 1993 року янсі Калу Рінпоче був інтронований в Самдруп Тархайлінг. Тай Сітупа та Гошир Гіалцап головували на церемонії, допомагаючи  сину серця Калу Рінпоче, Бокар Тулку Рінпоче. Тай Сітупа здійснив церемонію стрижки волосся і присвоїв молодому тулку ім'я Карма Нгедьон Тенпай Гіальцен - Прапор Перемоги Вчень Справжнього Сенсу. Зараз він відомий як Другий Калу Рінпоче. (У Кагю США, Карма Тріяна Дхармачакра визнано янсі Калу Рінпоче (з 1990 р. по теперішній час(2021 р.)) як третій Калу Рінпоче; а Калу Рінпоче значиться другим Калу Рінпоче.)
Восени 2011 року Калу Янсі виступив з доповіддю в Університеті Британської Колумбії у Ванкувері. Наприкінці бесіди студент із аудиторії попросив висловити свою думку щодо сексуального насильства та сексуалізації дітей на заході. Калу заявив, після певної паузи, що у 12-річному віці він зазнав сексуального насильства з боку старших ченців з монастиря, який він відвідував. Незабаром після цього він опублікував відео на YouTube, щоб історія не стала безпідставними плітками.

## Суперечність
Джун Кемпбелл, колишня черниця Каг'ю, яка є феміністкою, кілька років виступала в ролі перекладача Калу Рінпоче. У своїй книзі «Мандрівник у космосі: стать, ідентичність та тибетський буддизм» вона пише, що погодилася взяти участь у тому, що, як вона пізніше зрозуміла, було жорстоким сексуальним зв’язком з ним, який, як він сказав, був тантричною духовною практикою. Цю тему вона піднімає в ряді інтерв'ю, в тому числі в журналі "Триколісний велосипед" у 1996 р. З моменту виходу книги вона отримувала "листи від жінок у всьому світі з подібним і гіршим досвідом" з іншими гуру.

## Книги
- Foundations of Tibetan Buddhism, Snow Lion Publications, 2004, ISBN 1-55939-212-6
- Secret Buddhism: Vajrayana Practices, Clearpoint Press, 2002, ISBN 0-9630371-6-1
- Luminous Mind : Fundamentals of Spiritual Practice, Wisdom Publications, 1996, ISBN 0-86171-118-1
- Gently Whispered: Oral Teachings by the Very Venerable Kalu Rinpoche, Station Hill Press, 1995, ISBN 0-88268-153-2
- Excellent Buddhism: An Exemplary Life, Clearpoint Press, 1995,  ISBN 0-9630371-4-5
- Profound Buddhism: From Hinayana to Vajrayana, Clearpoint Press, 1995, ISBN 0-9630371-5-3
- The Gem Ornament of Manifold Oral Instructions Which Benefits Each and Everyone Appropriately Snow Lion, 1987, ISBN 0-937938-59-9
- The Dharma: That Illuminates All Beings Like the Light of the Sun and the Moon, State University of New York Press, 1986, ISBN 0-88706-157-5
- Мы все обладаем природой Будды. Калу Ринпоче — М.: Ориенталия, 2012. — 112 с. ISBN 978-5-9199-4017-3

## Монастирі та центри засновані Калу Рінпоче
- Kagyu Tekchen Choling, Argentina [Архівовано 13 травня 2019 у Wayback Machine.]
- Kagyu Pende Gyamtso, Brazil [Архівовано 25 травня 2019 у Wayback Machine.]
- Kagyu Kunkhyab Chuling, BC Canada [Архівовано 25 травня 2019 у Wayback Machine.]
- Kagyu Thubten Chöling Monastery, Wappingers Falls, NY, USA [Архівовано 25 травня 2019 у Wayback Machine.]
- Kagyu Dzamling Kunchab, New York, NY, USA
- Kagyu Droden Kunchab, CA, USA [Архівовано 25 травня 2019 у Wayback Machine.]
- Dashang Kagyu Ling, France [Архівовано 7 травня 2019 у Wayback Machine.]
- Karma Ling Institute, France [Архівовано 17 грудня 2014 у Wayback Machine.]
- Centro Milarepa, Italy
- Kagyu Changchub Chuling, Portland, Oregon, USA [Архівовано 25 травня 2019 у Wayback Machine.]
- Kagyu Tenjay Choling, Vermont, usa
- Karma Rimay O Sal Ling, Maui, HI, USA
- Dag Shang Kagyu, Spain [Архівовано 25 травня 2019 у Wayback Machine.]
- Kagyu Shenpen Kunchab, Santa Fe, NM USA [Архівовано 25 травня 2019 у Wayback Machine.]